# Union végétarienne internationale
Pour les articles homonymes, voir IVU.
L'Union végétarienne internationale  (IVU) est une organisation internationale à but non lucratif dont l'objectif est de promouvoir le végétarisme. Elle est fondée en 1908 à Dresde en Allemagne, sur une proposition de l'association végétarienne française,,.

## Organisation
Elle est considérée comme une organisation parapluie, puisqu'elle regroupe des organisations de nombreux pays, et organise souvent des congrès végétariens, régionaux et internationaux.
Les décisions au sein de l'UVO ont lieu au niveau du conseil international ; ses membres sont des volontaires bénévoles élus par les membres des sociétés lors de chaque congrès végétarien international.
Les organisations membres peuvent être des groupes continentaux (EVU, VUNA, NAVS, etc.) ou d'autres organisations végétariennes, locales ou régionales, dont l'objectif premier est la promotion du végétarisme et le soutien aux modes de vie végétariens (comme la fondation EarthSave, créée par le militant américain John Robbins).